# The Walking Dead (Fernsehserie)/Staffel 8
Die Erstausstrahlung der achten Staffel der US-amerikanischen Fernsehserie The Walking Dead lief zwischen dem 22. Oktober 2017 und 15. April 2018 beim US-amerikanischen Kabelsender AMC. Die deutschsprachige Erstausstrahlung sendete der Pay-TV-Sender FOX zwischen dem 23. Oktober 2017 und 16. April 2018.

## Besetzung
Diese Staffel hat 20 Hauptdarsteller. Aufgrund ihrer Charaktertode, werden Steven Yeun, Michael Cudlitz und Sonequa Martin-Green nicht mehr im Intro aufgeführt. Auch Austin Nichols wird nicht mehr gelistet, wegen seines Charaktertods. Im Intro wurden Seth Gilliam und Ross Marquand hinzugefügt. Von Austin Amelio bis Pollyanna McIntosh werden diese Hauptdarsteller unter „Also Starring“ aufgeführt.

### Hauptdarsteller
- Andrew Lincoln als Rick Grimes
- Norman Reedus als Daryl Dixon
- Lauren Cohan als Maggie Rhee
- Chandler Riggs als Carl Grimes
- Danai Gurira als Michonne
- Melissa McBride als Carol Peletier
- Lennie James als Morgan Jones
- Alanna Masterson als Tara Chambler
- Josh McDermitt als Eugene Porter
- Christian Serratos als Rosita Espinosa
- Seth Gilliam als Gabriel Stokes
- Ross Marquand als Aaron
- Jeffrey Dean Morgan als Negan Smith
- Austin Amelio als Dwight
- Tom Payne als  Paul „Jesus“ Rovia
- Xander Berkeley als Gregory
- Khary Payton als Ezekiel
- Steven Ogg als Simon
- Katelyn Nacon als Enid
- Pollyanna McIntosh als Jadis

### Nebenbesetzung
- Callan McAuliffe als Alden
- Avi Nash als Siddiq
- Deborah May als Natania
- Sydney Park als Cydnie
- Mimi Kirkland als Rachel
- Briana Venskus als Beatrice
- Cooper Andrews als Jerry
- Thomas Francis Murphy als Brion
- Jason Douglas als Tobin
- Kernig Green als Scott
- Jayne Atkinson als Georgie
- Jordan Woods-Robinson als Eric Raleigh
- Macsen Lintz als Henry
- Lindsley Register als Laura
- Jayson Warner Smith als Gavin
- Traci Dinwiddie als Regina
- Joshua Mikel als Jared
- Elizabeth Ludlow als Arat
- Chloe Aktas als Tanya
- Elyse Dufour als Frankie
- Kerry Cahill als Dianne

## Handlung
Rick und seine Verbündeten um Ezekiel und Maggie bereiten sich umfangreich auf den Kampf mit Negan vor. Carl will an einer Tankstelle einem fremden Mann helfen, welcher Hilfe sucht. Nachdem Carl es geschafft hat ein Gespräch mit ihm aufzubauen, erscheint Rick und vertreibt den Mann mit Schüssen. Mit der Hilfe von Dwight übernimmt die Gruppe einen Außenposten der Saviors. Anschließend begibt sich die Koalition zum Sanctuary und bietet vor Negan und seinen Gefolgsleuten Simon, Regina, Gavin, Dwight und Eugene an, dass nur sie und die Saviors sich ergeben müssen und nur Negan sterben muss. Es taucht auch Gregory auf und sagt, dass Hilltop hinter Negan stünde. Jesus widerlegt das. Rick und Co. eröffnen das Feuer und alle Leutnante fliehen in das Gebäude, lediglich Negan bleibt draußen. Die Schüsse locken Beißer an und das Sanctuary wird umzingelt. Gabriel bleibt zurück, nachdem Gregory den letzten Wagen genommen hat. Er rettet sich in einen Container, in dem auch Negan Zuflucht gefunden hat.
In einem anderen Stützpunkt, wo Daryl und Rick nach Waffen suchen, trifft letzterer auf Morales, einen Überlebenden des ursprünglichen Atlanta-Camps, welcher ihn daraufhin mit vorgehaltener Waffe bedroht. Dieser ist nun ein festes Mitglied der Saviors und offenbart, dass seine Familie es nicht nach Birmingham geschafft hat. Rick erkennt ihn und erklärt, dass sehr viele aus dem Camp es ebenfalls nicht geschafft haben. Morales hat die Saviors zurückgerufen. Rick versucht weiterhin, ihn zu Vernunft zu bringen, als Daryl plötzlich hinter Morales steht und ihn tötet.
Ezekiel ist mit seinen männlichen Soldaten, seinem Leibwächter Jerry, Carol und seinem Tiger unterwegs zu einem Stützpunkt der Saviors. Voller Elan motiviert der König seine Soldaten, als er plötzlich von weitem ein Maschinengewehr auf sie zielen sieht. Ezekiel überlebt nur, nachdem seine Soldaten sich schützend auf ihn stürzen und so sein Leben retten. Als er aufsteht findet er mehrere Leichenhaufen, welche langsam reanimieren. Der verletzte König macht sich mithilfe des scheinbar einzigen Überlebenden des Massakers auf die Flucht, als dieser von einem Savior getötet wird. Dieser will Ezekiel zu Negan schaffen, wird jedoch vom überraschend auftauchenden Jerry kaltblütig mit einer Axt zerteilt. Auf der anschließenden Flucht wird Ezekiels Tiger Shiva durch eine Gruppe von Beißern getötet, deren Angriffe er von der Gruppe auf sich gelenkt hat. Ezekiel, Jerry und Carol kommen bestürzt im Königreich an.
Negan offenbart Gabriel zahlreiche seiner Taten und seine Vergangenheit. Währenddessen bespricht sein Stellvertreter Simon mit den anderen hochrangigen Saviors das weitere Vorgehen. Rick und Daryl erfahren vom Verlust des Königreichs und beschließen, die Waffen und das Maschinengewehr von den flüchtigen Saviors zurückzuholen – mit Erfolg. Dabei geraten die beiden jedoch aufgrund von Meinungsverschiedenheiten aneinander. Rick macht sich alleine auf den Weg zu Jadis, um mit ihr zu verhandeln. Negan und Gabriel schaffen es aus dem Container heraus, während die Beißer in das Sanctuary geraten und viele Arbeiter sterben. Gabriel erkrankt an einer Infektion. Carl kehrt zum Unbekannten zurück, welcher sich als Siddiq vorstellt. Die beiden geraten in einen Kampf mit Beißern und schaffen es nur mit Mühe, sie zu töten. Rick gelingt es, die Scavengers erneut auf seine Seite zu bringen.
Carl wurde in die Rippen gebissen und verschweigt dies zunächst.

## Episoden
| Nr. (ges.) | Nr. (St.) | Deutscher Titel               | Originaltitel                 | Erstausstrahlung USA | Deutschsprachige Erstausstrahlung (D) | Regie                 | Drehbuch                                                                                                 | Zuschauer (USA) | Quoten (DE, FOX) |
| --- | --------- | ----------------------------- | ----------------------------- | -------------------- | ------------------------------------- | --------------------- | --- | --------------- | ---------------- |
| 100 | 1         | Erster Kampf                  | Mercy                         | 22. Okt. 2017        | 23. Okt. 2017                         | Greg Nicotero         | Scott M. Gimple                                                                                          | 11,44 Mio.      | 0,51 Mio.        |
| Visionen von Rick durchziehen die Folge, er geht mit grauem Haar und Bart an einem Stock, man sieht Michonne, Carl und die etwa 6-jährige, von einem Fest sprechende Judith. Die Bewohner von Alexandria, Hilltop und des Königreichs rüsten zum Kampf. Ihre drei Anführer Rick, Maggie und Ezekiel sprechen zu ihren Bewohnern und schwören sie auf das Bevorstehende ein. Daryl und Dwight tauschen am Sanctuary Pfeilbotschaften aus. Dwight erhält die Botschaft „morgen“, Daryl erhält die Standorte der vier um das Sanctuary gruppierten Späher, die sodann ausgeschaltet werden. Carol und Tara sitzen auf einer Brücke, unter der sich eine große Beißerherde hindurchbewegt und ermitteln ihre Wandergeschwindigkeit. Carl trifft an einer Tankstelle auf einen hungrigen Herumtreiber, dem er helfen will; sein Vater vertreibt diesen jedoch, da es ein Spion von Negan sein könnte. Später stellt Carl für ihn mit einem Zettel „Sorry“ Konserven ab. Die Herde der Beißer, die auf einer Autobahn von Carol, Daryl und Tara erwartet wird, scheint ein Element des Angriffplans zu sein, da ein Auto vor der Herde in die Luft gesprengt wird, um deren Richtung zu leiten. Eine daraufhin ausfahrende Saviorpatrouille fährt in eine durch Carol, Daryl, Moran und Tara überwachte Sprengfalle. Die mit angeschweißten Blechen und Eisenplatten gepanzerten Autos von Hilltop, Alexandria und Königreich fahren am Sanctuary vor. Negan tritt mit seinem Führungsstab (Dwight, Simon, Gavin, Eugene und einer Frau namens Regina) heraus und fragt Rick nach seinem Vorhaben. Rick fordert sie auf, sich zu ergeben, dann würden sie am Leben bleiben, bis auf Negan, den er selbst töten wolle. Negan sagt, dass Rick nicht genug Leute hat und lässt den im Sanctuary befindlichen Gregory sprechen, der die Bewohner von Hilltop auffordert, nach Hause zu gehen, sonst würden sie aus Hilltop weggeschickt. Als die Saviors hören, dass Maggie Hilltop führt, stößt Simon den nutzlosen Gregory die Treppe hinunter. Nachdem sich die Führungsspitze der Saviors nicht ergibt, schießen die Angreifer auf die Fensterfront des Sanctuary; die Führung flieht schnell ins Gebäude. Die Beißerherde ist an der Sprengfalle angelangt. Daryl steigt auf sein Motorrad und lenkt die Herde, indem er vor ihr herfährt und auf Sprengstoffdepots an der Strecke schießt. Vor dem Sanctuary wird ein gepanzertes Wohnmobil der Angreifer in die Luft gesprengt. Die Fensterscheiben des Gebäudes wurden zerschossen, um die Druckwelle der Sprengung gegen das Gebäudeinnere nicht zu bremsen. Der humpelnde Negan ist vor dem Gebäude zu sehen und versteckt sich; Rick feuert auf ihn, wird jedoch von Gabriel auf die knappe Zeit aufmerksam gemacht. Rick schießt kurz vor dem Eintreffen der Herde noch ein Foto vom zerstörten Sanctuary und fährt davon. Gabriel will ebenso starten, aber Gregory ruft ihm zu: „Nein, warte!“. Gabriel läuft zu ihm und will wegen Kugeln der Saviors noch etwas abwarten, aber Gregory läuft zu dessen Fahrzeug und fährt alleine los. Die Beißerherde strömt nun in das von der Sprengung bereits verwüstete Gelände des Sanctuary. Gabriel kann sich noch in einen Bürocontainer retten, in dem sich allerdings auch Negan befindet. Der Container wird von den Beißern umlagert. Der Kampf gegen die Stützpunkte beginnt. Zuletzt sieht man die flammende Rede Ricks vor dem Angriff: „Wir beginnen mit unserer Zukunft schon heute!“. |           |                               |                               |                      |                                       |                       | |                 |                  |
| 101 | 2         | Die Verdammten                | The Damned                    | 29. Okt. 2017        | 30. Okt. 2017                         | Rosemary Rodriguez    | Matthew Negrete & Channing Powell                                                                        | 8,92 Mio.       | –                |
| Nachdem die Hauptgruppe der Saviors durch die Beißerherde im Sanctuary eingeschlossen ist, greifen die Kämpfer der drei Gemeinden getrennt voneinander deren Stützpunkte an. Die Hilltop-Kämpfer mit Jesus, Tara und Morgan greifen die Satellitenstation an, die die Alexandriner zu Beginn des Konflikts überfallen hatten (Staffel 6, Episode 12). Mittlerweile ist der Stützpunkt durch einen doppelten Zaun gesichert, innerhalb dessen die Saviors Beißer gesperrt haben. Morgan rüttelt am Zaun, die Beißer sammeln sich an dieser Stelle, die herbeikommende Doppelwache wird durch Pfeile lautlos ausgeschaltet, die Angreifer dringen ins Gebäude ein und postieren sich strategisch im Gang und vor Türen. Wie beim ersten Angriff wird in die Zimmer eingedrungen und die Saviors darin erschossen. Ein Savior gibt sich als Arbeiter aus dem Sanctuary aus und hat sich zur Täuschung in die Hosen gemacht. Tara will ihn erschießen, Jesus hält entgegen, dass Arbeitern nichts geschehen sollte. Plötzlich nimmt der Mann Jesus mit dessen Pistole als Geisel, doch als er die Pistole von Jesus Kopf abwendet, um Tara zu erschießen, kann Jesus ihn überwältigen und fesselt ihn. Im Raum, den Morgan mit zwei Männern übernommen hat, halten sich jedoch etliche Saviors auf, die auf die Angreifer schießen. Morgan stellt sich neben seinen erschossenen Begleitern tot und läuft dann auf sie schießend den Saviors bis zum Nebenausgang hinterher, wo sie nach einem erneuten Disput zwischen Jesus und Tara von den dort wartenden Angreifern gefangen genommen werden. An einem Außenposten werden Kämpfer des Königreichs mit Ezekiel und Carol durch Beißer attackiert, die ein letzter Savior durch eine Granate freigesetzte hatte. Die Ritter verfolgen den Verletzten durch den Wald, bis er von dem von der zweiten Gruppe des Königreichs mitgeführten Tiger angefallen wird. Bei der Suche ist Carol skeptisch über den Ausgang der Schlacht gegen die Saviors und Ezekiel durchaus zuversichtlich. Mit pathetischen Bemerkungen macht er fortwährend Mut, auch als sie über das Funkgerät des Toten hören, dass vom nächstgelegenen Stützpunkt aus Saviors unterwegs sind. Zu verhindern, dass der Stützpunkt vorgewarnt ist, ist den Rittern damit nicht geglückt. Die Alexandriner greifen einen Stützpunkt an, auf dessen Vorplatz die Saviors mit Arbeiten beschäftigt sind. Taktik ist es, diese auf dem engem Platz mit Dauerfeuer zu binden, so dass sie auch durch ihre mutierten Gefallenen angefallen werden können. Ins rückwärtige Gebäude dringen Rick und Daryl mit drei Leuten, die unten aufpassen, dass sich die Saviors nicht dorthin zurückziehen, ein und suchen nach von Dwight dort bezeichneten Maschinengewehren. Auf der obersten Etage kann Rick im Zweikampf einen Savior an einem Haken aufspießen, der sich danach als Vater eines Kleinkinds herausstellt, das in einem Babybett schläft. Rick bekommt Gewissensbisse. So abgelenkt wird er von einem Savior, den Rick aus dem anfänglichen Atlanta-Camp kennt (Staffel 1, Episoden 2–5), gefangen genommen. Morales sagt ihm, dass Hilfe käme. Die Folge zeigt am Anfang und am Ende Momentaufnahmen der Gesichter der Hauptpersonen. |           |                               |                               |                      |                                       |                       | |                 |                  |
| 102 | 3         | Wir oder Die                  | Monsters                      | 5. Nov. 2017         | 6. Nov. 2017                          | Greg Nicotero         | Matthew Negrete & Channing Powell                                                                        | 8,52 Mio.       | –                |
| Im Wald erwarten Ezekiel und seine Ritter die anrückenden Gegner. Die Saviors seien zwar in der Überzahl, sie jedoch hätten Strategie, bemerkt Carol. Ezekiel lässt sich mit einem Teil seiner Leute gefangen nehmen, dann eröffnen Carol und die anderen versteckten Ritter Dauerfeuer, die weggeduckte erste Gruppe ebenso: Die Saviors werden niedergemäht, niemand der Ritter wird getroffen. Die Hilltop-Leute um Jesus führt die in Reihen gefesselten, gefangenen Saviors in Richtung Heimat. Von einer Böschung rollen Beißer hinunter und fallen die wehrlosen Saviors an, ehe sie von deren Bewachern erledigt werden. Hierbei entkommt eine Reihe Saviors und wird von Morgan eingeholt. Morgan erschießt einen von ihnen, dann entreißt ihm Jesus das Gewehr. Morgan ist von seinem Glauben, das sich Menschen ändern, abgerückt; aber Jesus beschwört ihn, dass sie, wenn der Krieg vorbei ist, mit diesen Menschen zusammenleben und einen Weg zum Frieden finden müssen. Morgan greift Jesus mit dem Stock an, aber Jesus beherrscht ebenfalls eine Kampfkunst hervorragend. Morgan kann Jesus nicht besiegen und verlässt die Gruppe. Gregory trifft mit Gabriels Auto vor Hilltop ein und klopft ans Tor. Flunkernd und jammernd erbettelt er Einlass von Maggie. Kurz darauf kommt die Gruppe um Jesus mit den Gefangenen ans Tor. Jesus möchte sie in zwei Anhängern außerhalb unterbringen und rund um die Uhr bewachen. Der Rick mit einer Pistole bedrohende Morales spricht weiter mit ihm. Die Anführer des Aufstands gegen die Saviors sollen nach Möglichkeit lebendig zu Negan gebracht werden. Morales erzählt, dass sie es damals nicht nach Birmingham geschafft hatten, er seine Familie verlor und von den Saviors aufgenommen wurde. Rick erzählt, dass es sich bei der von Negan gesuchten Anführerin „die Witwe“ um die Frau von Glenn handelt. Dann wird Morales von Daryl von hinten mit der Armbrust erschossen. Die von Morales angeforderte Unterstützung kommt ins Gebäude geeilt; Rick und Daryl stehen in der Mitte eines Ganges und werden von beiden Seiten unter Feuer genommen. Als ihnen die Munition ausgeht, schießt Rick auf zwei Feuerlöscher. Die im entstehenden Nebel anstürmenden vier Saviors werden von den beiden ausgeschaltet. Der angeschossene Eric wird von Aaron vom Kampfgeschehen vor dem Gebäude fortgeführt und an einen Baum gelehnt, wo Aaron den ihm seine Liebe versichernden Eric unter Tränen alleine lässt. Als der Kampf der Alexandriner beendet ist, auf deren Seite mit einem Dutzend Verletzten und weiteren fünf Toten, und Aaron zurückkehrt, kann er den mutierten Eric nur noch aus der Ferne sich einer Gruppe Beißer anschließen sehen. Rick bietet Tobin Gracie für die Mitnahme nach Alexandria an, aber Aaron möchte sich in Hilltop um das Baby kümmern. Als Rick und Daryl als Letzte das Gelände verlassen wollen, fällt ein Schuss auf sie. Rick kann den Schützen, den letzten Überlebenden der Saviorgruppe gegen sein Wort, nur eine Auskunft von ihm zu wollen und dann wegfahren zu lassen, zur Aufgabe bewegen. Dieser gibt zur Antwort, die gesuchten schweren Maschinengewehre seien einen Tag zuvor in den westlich gelegenen Stützpunkt von Gavin verlagert worden. Als der Savior gehen will, erschießt ihn Daryl, der sein Wort nicht gegeben hatte. Vor Gavins Stützpunkt steht Ezekiel mit seinen Leuten verschanzt und kann erneut verlustfrei zwei Dutzend herausstürmende Saviors ausschalten. Carol begibt sich ins Gebäude, um es für die anstehende Säuberung auszukundschaften. Ezekiel sieht ein Maschinengewehr aus einem Fenster ragen und warnt die Ritter, die sich unter schwerem Beschuss auf ihn werfen, um ihn zu schützen. |           |                               |                               |                      |                                       |                       | |                 |                  |
| 103 | 4         | Nur irgendwer                 | Some Guy                      | 12. Nov. 2017        | 13. Nov. 2017                         | Dan Liu               | David Leslie Johnson                                                                                     | 8,69 Mio.       | –                |
| Im Rückblick sieht man die Ritter des Königreichs sich von ihren Angehörigen verabschieden. Ezekiel hält eine flammende Rede und schließt mit den Worten: „Wir sind eins“. In der Gegenwart sieht man die blutigen Leichen der im MG-Feuer niedergemetzelten Ritterschar. Ezekiel hat überlebt, weil sich seine Gefolgsleute auf ihn geworfen hatten. Sie verwandeln sich nun; am Fuß verwundet und gezwungen zu kriechen, kann Ezekiel ihnen kaum entkommen. Doch der Ritter Alvaro, der mit Jerry den toten Saviors den endgültigen Garaus bereitete, hat ebenso überlebt und stützt Ezekiel. Ein junger Savior erschießt Alvaro von hinten und schleppt Ezekiel weiter, verfolgt von den toten Rittern und anderen Beißern. Als der Savior das Tor des den Stützpunkt umgebenden Zauns nicht öffnen kann, will er Ezekiel töten und seinen Kopf als Trophäe mitnehmen, aber der auftauchende Jerry spaltet den Burschen mit seiner Doppelaxt. Allerdings kann Jerry auch mit dieser wuchtigen Waffe die das Tor sichernde Kette nicht zerschlagen. Im Gebäude kann Carol den MG-Trupp beim Abtransport der verpackten Waffen aus einem Versteck heraus erschießen. Fünf weitere Saviors schleppen die beiden Kisten zum Transport ins Sanctuary nach draußen. Carol kann den Abtransport der MGs mit wenig Munition nur kurz stören, ehe sie sich hinter einem Auto scheinbar ergibt, um einen Savior in ihre Gewalt zu bringen, der auf sie zugeht, um ihr das Messer abzunehmen. Die restlichen Saviors feuern dennoch auf die beiden, die Geisel stirbt, Carol nimmt das Gewehr und den Schlüsselbund des Toten an sich und öffnet gleichzeitig per Knopfdruck das Zufahrtstor zum Hof, hinter dem Beißer warten, denen zwei Saviors zum Opfer fallen. Die anderen beiden hinter einem Pick-up hält sie in Schach, sieht dann aber Ezekiel und Jerry vor dem Zaun mit den Beißern kämpfen. Sie entscheidet sich, ihre Freunde zu retten, schließt das Schloss der Kette auf und lässt den Wagen mit den MGs fahren. Doch Rick und Daryl können ihn abfangen. Auf dem Rückweg der drei Überlebenden will der verwundete Ezekiel unter ständigem Kampf mit Beißern aufgeben, als sein Tiger erscheint, der die Beißer aufhält, bis er ihr Opfer wird. Die drei erreichen das Königreich und werden von den bestürzten Bewohnern empfangen. |           |                               |                               |                      |                                       |                       | |                 |                  |
| 104 | 5         | Die Beichte                   | The Big Scary U               | 19. Nov. 2017        | 20. Nov. 2017                         | Michael E. Satrazemis | Story: Scott M. Gimple & David Leslie Johnson & Angela Kang Teleplay: David Leslie Johnson & Angela Kang | 7,85 Mio.       | –                |
| Ein Rückblick zeigt Gabriel in seiner Kirche. Er bittet Gott, nicht einen sinnlosen Tod zu sterben. Ein weiterer Rückblick zeigt vor dem Angriff auf das Sanctuary den übergelaufenen Gregory, der von Simon in eine Besprechung des Führungsstabs mit Negan, Gavin, Dwight, Regina und Eugene gebracht wird. Gregory proklamiert, die Gruppe um Maggie aus Hilltop zu verbannen, sollte sie den Kampf fortsetzen; Negan hat berechtigte Zweifel, dass Gregory noch in Hilltop das Sagen hat. Simon will Gregory gewalttätig reinstitutionalisieren, notfalls in Hilltop alle töten, Negan reagiert wütend auf ein solches „Verschenken menschlicher Ressourcen“. Währenddessen fahren die Kämpfer um Rick in den gepanzerten Fahrzeugen vor, die Handlung setzt sich in Episode 1 fort. Im von Beißern eingeschlossenen Bürocontainer mutmaßt Gabriel, der Sinn des Zusammentreffens mit Negan könnte sein, ihm die Beichte abzunehmen; dieser sieht keinen Grund dazu. Im Besprechungsraum der Saviors beraten sich Simon, Gavin, Regina, Dwight und Eugene. Regina will kaltblütig Arbeiter opfern, um herauszukommen, Eugene widerspricht ihrem Plan, hält ihn für aussichtslos, Dwight gibt ihm recht. Gavin hat den Verdacht, dass aus den eigenen Reihen Informationen an den Gegner gelangen. Nach der Besprechung erscheint Eugene bei Dwight und bedankt sich, dabei bemerkt er dessen frisch gestrichene Schachfiguren. Rick und Daryl erfahren von dem sterbenden Fahrer des Pick-ups, dass im Kampf um Gavins Stützpunkt bis auf Ezekiel, Jerry und Carol alle gefallen sind. In dem verunglückten Wagen finden sie auch Sprengstoff, geraten aber in Streit, da Daryl damit das Sanctuary für die Herde aufsprengen, Rick dagegen das Leben der Arbeiter schützen will. Rick wirft den Sprengstoff in den qualmenden Wagen – der Sprengstoff und die schweren Waffen werden durch eine Explosion vernichtet. Ricks und Daryls Wege trennen sich, da Rick dem Plan folgen will und Daryl anscheinend nicht. Gabriel kann seine Pistole Negan wieder entwenden. Sie finden eine Übereinkunft, Negan beichtet, worauf ihm Gabriel die Pistole wieder anbietet, Negan sie ihm aber belässt. Die beiden tarnen sich mit Beißergedärmen und schaffen es ins Hauptgebäude zurück. In der Zwischenzeit droht ein Aufstand der Arbeiter, die sich über die Rationierung von Wasser und Strom beklagen und wider Verbot vor den Besprechungsraum gekommen sind. Regina schießt einen Arbeiter nieder, der eine Pistole auf sie anlegt. In diesem Moment taucht Negan mit Gabriel auf. Alle knien vor ihm nieder, der Aufstand ist beendet. Im Besprechungsraum wird eine Tasche mit entwendeten Waffen aus der Waffenkammer präsentiert, die ein Savior dem erschossenen Arbeiter ausgehändigt haben muss. An der Tasche sind Spuren der Farbe von Dwights Schachfiguren sichtbar. Eugene blickt zu ihm. Rick, ohne Fahrzeug im Wald unterwegs, ist über einen über ihn fliegenden Helikopter sehr erstaunt. Ein Wachposten der Schrottplatzgemeinschaft meldet mit einem Pfeifton Ricks Annäherung. Negan verspricht, Eugene sehr glücklich zu machen, wenn er einen Plan entwickelt, sie zu befreien. Falls er keinen findet, sich lediglich nach Kräften bemüht, verspricht er ihm, ihn schnell zu töten, damit er nicht das grausame Ende anderer im Sanctuary mitansehen muss. Eugene kommt mit einem Kissen zum eingesperrten Gabriel. Dieser spricht im Fieber und glaubt, warum er hier ist, sei, Doktor Carson als Arzt für Maggie herausschaffen zu müssen. |           |                               |                               |                      |                                       |                       | |                 |                  |
| 105 | 6         | Der König, die Witwe und Rick | The King, the Widow, and Rick | 26. Nov. 2017        | 27. Nov. 2017                         | John Polson           | Angela Kang & Corey Reed                                                                                 | 8,28 Mio.       | –                |
| Die Führungen von Alexandria, Hilltop und dem Königreich tauschen über tote Briefkästen Nachrichten aus. Trotz ihres Verrats sucht Rick erneut die Schrottplatzleute auf. Rick zeigt die Fotos vom eingeschlossenen Sanctuary und dem erfolgreichen Kampf der Alexandriner am Stützpunkt vor, versucht Jadis mit Angeboten und Drohungen zur Beteiligung am Kampf zu bewegen, doch diese lehnt ab und sperrt Rick ein. Carl findet im Wald den Einzelgänger Siddiq, dem er bereits mit Rick begegnet war (Episode 1) und gibt ihm Wasser und Nahrung. Er attackiert mit ihm Beißer, die sich an einem Wild gütlich tun, doch weitere kommen hinzu und sie behaupten sich nur mit großer Mühe. Carol versucht Ezekiel zum Weiterkämpfen zu bewegen, dieser weigert sich, hat sich zurückgezogen in Trauer und Perspektivlosigkeit. Maggie lässt die gefangenen Saviors in ein neu erstelltes Gehege innerhalb der Palisaden bringen und sperrt dort auch Gregory ein. Aaron bricht zu einer eigenen Mission auf, der sich Enid anschließt. Trotz Dwights Unterstützung möchte ihn Tara nach Ende des Kampfes töten, Daryl pflichtet ihr bei und äußert, dies könnten sie gemeinsam tun. Michonne, die beim Kampf in Alexandria gegen eine Frau der Schrottplatzgemeinschaft schwer gezeichnet wurde (Staffel 7, Episode 16) und deshalb an den weiteren Kämpfen nicht teilnahm, möchte sich das belagerte Sanctuary ansehen. Rosita begleitet sie. Unterwegs hören sie lauten klassischen Gesang aus Lautsprechern. In einer Lagerhalle sind ein Savior und eine Saviorfrau, die während Ricks Angriff plündern waren, dabei, mit einem Pick-up mit etlichen aufgetürmten Lautsprechern zum Sanctuary aufzubrechen, um die Beißer wegzulocken. Rosita kann den Savior mit einer Panzerfaust umbringen, Michonne ist noch zu schwach, um zu verhindern, dass die Frau mit dem Pick-up entkommt. Sie wird jedoch noch in Sichtweite der Alexandrinerinnen von den in einem Müllwagen vorbeifahrenden Daryl und Tara gerammt und umgebracht, die ebenso auf dem Weg zum Sanctuary sind. Zu viert dort angekommen, spricht Daryl davon, „es jetzt gleich zu beenden.“ |           |                               |                               |                      |                                       |                       | |                 |                  |
| 106 | 7         | Für Danach                    | Time for After                | 3. Dez. 2017         | 4. Dez. 2017                          | Larry Teng            | Matthew Negrete & Corey Reed                                                                             | 7,47 Mio.       | –                |
| Bei den Müllleuten wird Rick aus seinem Containergefängnis geholt, fotografiert und wieder eingesperrt. Jadis will „danach“ eine Skulptur von ihm machen. Was dieses „danach“ meint, sagt sie ihm jedoch nicht. Eugene sucht Dwight auf und sagt ihm seinen Verrat zu. Er solle ihn nicht fortsetzen, dann würde er Stillschweigen darüber bewahren. Dwight antwortet, dass es mit Negan und den Saviors zu Ende sei und das Sanctuary bald fallen wird. Eugene solle das nicht verhindern. Eugene wiederholt, dass Dwight nichts unternehmen solle, was andere gefährde. Gabriel, der sich an den Beißerinnereinen infiziert hat, versucht im Krankenbett, Eugene davon zu überzeugen, dass er das richtige tun und dass er Doktor Carson zu Maggie schaffen solle. Kurz darauf wird Eugene von Negan erinnert, endlich einen Plan zur Befreiung zu finden und erhält einen Handschlag von ihm. Zu den vor dem Sanctuary eingetroffenen Daryl, Tara, Michonne und Rosita tritt Morgan, einer der postierten Scharfschützen, dazu. Rosita ist aufgrund ihrer Erfahrung der Unternehmung mit Sasha als einzige für den ursprünglichen Plan, abzuwarten, und steigt aus Daryls Vorhaben, den Mülllaster in das Gebäude zu fahren, aus. Eugene will einen mit Lautsprecher bestückten, fernsteuerbaren, kleinen Flieger vom Dach des Sanctuarys starten, um damit die Beißerherde fort zu lenken. Er wird von Dwight unterbrochen, lässt den Flieger jedoch trotz der von Dwight auf ihn angelegten Pistole starten. Dwight schießt auf den Flieger, der abstürzt. Der von Daryl gefahrene Lkw rast ins Gebäude, Daryl springt rechtzeitig heraus, zuvor einen Stein auf das Gaspedal legend. Die Scharfschützen und Tara geben Feuerschutz. Die Beißerherde dringt durch das entstandene Loch ein. Das Erdgeschoss wird von der Herde eingenommen, die Saviors retten sich in den ersten Stock. Eugene, der beobachtet hat, dass die am Fuße einer Treppe getöteten Beißer für andere Beißer ein Hindernis bilden, die Treppe hinaufzugehen, berichtet Negan über einen Plan zur Befreiung und verspricht, Kugeln nachproduzieren zu können. Er will auch Dwight enttarnen, unterlässt dies aber, weil dieser in diesem Moment mit Regina dazukommt. In einem Konflikt mit sich trinkt er eine Flasche Rotwein aus und erbricht sich. Rick soll nun, an den Händen gefesselt, durch einen helmbewehrten, an einer Stange geführten Beißer hingerichtet werden, zur Vergeltung für die von Michonne getötete Vertraute von Jadis. Rick kann jedoch die beiden Müllleute, die ihn festhalten und den Beißer führen, überwältigen, Jadis zu Boden werfen und mit dem abgerissenen Beißerkopf bedrohen. Er erreicht damit einen Deal und begibt sich mit einem Teil der Schrottplatzleute zum Sanctuary. Dort findet er einen Scharfschützen getötet vor, von den anderen meldet sich keiner. Das Sanctuary ist nicht mehr eingekesselt, er sieht den ins Gebäude gefahrenen Müllwagen. |           |                               |                               |                      |                                       |                       | |                 |                  |
| 107 | 8         | Kampf um die Zukunft          | How It’s Gotta Be             | 10. Dez. 2017        | 11. Dez. 2017                         | Michael E. Satrazemis | David Leslie Johnson & Angela Kang                                                                       | 7,89 Mio.       | –                |
| Rick und die Müllleute werden vom Sanctuary aus beschossen. Jadis läuft mit ihrer Gruppe zurück, Rick wird von Carol und Jerry in deren Auto gerettet. Die drei teilen sich auf drei Fahrzeuge auf, um die drei Gemeinschaften zu informieren; Jerrys Auto wird auf dem Weg zu Hilltop angegriffen. Rick erinnert sich in Rückblicken an Gespräche mit seinem Sohn Carl, in denen dieser eine weniger harte Position bezüglich des Kampfes gegen die Saviors einnimmt. Aaron und Enid sind auf dem Weg zur Frauengemeinschaft an der Küste, die sie zum Kampf bewegen wollen. Als Gastgeschenk finden sie das Lieferfahrzeug einer Brennerei und übernachten in Zielnähe in ihrem Pkw. Nachts sieht Aaron eine Gestalt am Truck, beim Nachsehen wird er von Cyndies Großmutter angegriffen, die von Enid erschossen wird. Aaron und Enid werden von anderen Frauen um Cyndie mit Waffen bedroht. In Alexandria bereiten die vier, die jüngst am Sanctuary waren, eine Rückkehr dorthin vor und rechnet mit einer schnellen Aufgabe der Saviors. Zum Schrecken aller klopft nachts Negan ans Tor. Carl übernimmt das Kommando und ordnet an, dass die Bewohner fliehen. Er gewinnt Zeit dafür durch ein Gespräch mit Negan von den Palisaden aus und bietet sich als Opfer einer Bestrafung an. Das hintere Tor hat Dwight mit Absicht nur ungenügend sichern lassen; die Bewohner brechen in einem Konvoi mit Lastwagen durch. Sie werden sofort von Dwight, Laura und anderen Saviors verfolgt. Negan ist über den Ausbruch wütend und lässt Granaten über die Mauer feuern, die die Häuser in Brand setzen. Kurz danach sieht man Daryl, Michonne, Tara und Rosita in einem Hinterhalt warten, in den Dwight bewusst hineinfährt und im Feuergefecht seine Leute tötet. Nur Laura überlebt, die den Verrat erkennt und Dwight anschießt. Dieser steigt in Nähe der Mauer mit den anderen außer Michonne zu einer Kammer im Abwassersystem hinab. In der gleichen Nacht sind Maggie und Jesus im Konvoi nichtsahnend auf dem Weg zum Sanctuary. Sie werden von Saviors um Simon gestoppt, die Jerry als Geisel haben und so den Konvoi zur Herausgabe seiner Waffen zwingen. Simon sagt, dass Hilltop weiterhin Lebensmittel produzieren muss und erschießt einen Bewohner als Strafe. Maggie willigt ein, den Konvoi umkehren zu lassen, um Schlimmeres zu verhindern und bittet um den Sarg, den Simon als Alternative (um sie darin gefangenzunehmen und in Hilltop zu töten) aufgebaut hatte. Eugene hilft Gabriel, seinen Plan auszuführen und mit Doktor Carson in einem Wagen zu fliehen. Im Königreich ist eine weitere Gruppe der Saviors unter dem Befehl von Gavin eingetroffen, der ankündigt, dass sich die Bewohner zum Wiederaufbau des Sanctuary dorthin begeben müssen. Die Saviors werden derweilen im Königreich wohnen. Gavin fordert die Herausgabe von Ezekiel, der noch nicht gefunden wurde. Dieser ist aus seiner Lethargie erwacht und entzündet mit Treibstofffässern ein Feuer, um die Saviors abzulenken. Dadurch gelingt den Bewohnern die Flucht, die Carol zu ihrem Haus im Wald weist. Ezekiel wird von Gavin unter heimlicher Beobachtung Morgans gefasst. Maggie kehrt nach Hilltop zurück. Sie sucht das Gefangenenlager auf und holt den Savior heraus, der versucht hatte, Jesus zu töten (Episode 2). Sie erschießt ihn ohne Zögern zur Vergeltung, lässt ihn in den mit einer Botschaft versehenen Sarg legen und ordnet an, ihn von den Saviors finden zu lassen. Rick trifft in Alexandria ein und sucht Michonne, Carl und Judith in seinem Haus. Allerdings wartet dort Negan auf ihn, ein Zweikampf beginnt. Rick entflieht und trifft auf Michonne. Gemeinsam steigen sie in das unterirdische Gewölbe, in dem die anderen Bewohner Alexandrias schon sind, auch Siddiq, den Carl zuvor herführte. Carl ist bleich und zeigt Rick eine Verletzung am Bauch – eine (aus Episode 6 stammende) Bisswunde! |           |                               |                               |                      |                                       |                       | |                 |                  |
| 108 | 9         | Ehre                          | Honor                         | 25. Feb. 2018        | 26. Feb. 2018                         | Greg Nicotero         | Matt Negrete & Channing Powell                                                                           | 8,28 Mio.       | –                |
| Die Folge beginnt mit einem verklärten Blick Ricks in die Zukunft: Man sieht Jerry, Judith und Siddiq, den neuen Arzt. Es wird gewechselt in die unmittelbare Zukunft, wie Carl von Rick und Michonne beerdigt wird und im Anschluss sieht man die Kampfszene im Wald detaillierter, in der Carl von einem Beißer in den Bauch gebissen wird und seinen Umgang mit seinem nahen Tod. Er hält den Biss geheim und schreibt einige Abschiedsbriefe. In einem weiteren Rückblick wird aus der Sicht von Morgan der Ausbruch der Saviors aus dem von Beißern umlagerten Sanctuary gezeigt. Durch die Fenster wird auf die Beißer in Ausgangsnähe gefeuert, so, dass sich ihre Körper zu Wällen einer Gasse türmen, durch die Saviors aus den Ausgängen schießend in Richtung der Scharfschützenpositionen herausstürmen. Morgan muss fliehen, was ihm gerade noch gelingt. Die Beißer werden mit Musik weggeführt. Die Bewohner des Königreiches sind von Carol in Sicherheit gebracht, Ezekiel ist in den Händen von Gavin. Dieser hat vor, ihn zur Hinrichtung zum Sanctuary zu bringen. Die verteilte Gruppe der von Gavin befehligten Saviors wird jedoch von Carol und Morgan lautlos dezimiert. Gavin bemerkt, dass etwas nicht stimmt, und zieht sich mit seinem verbliebenen halben Dutzend Männern in den Kinosaal zurück, in dem Morgan und Carol mit MP-Dauerfeuer erscheinen. Nur Gavin überlebt verletzt und flieht, wird aber von Morgan gestellt und unvorhergesehen von Henry hinterrücks erstochen. Im unterirdischen Kanal von Alexandria, in den sich die Bewohner geflüchtet haben, beraten sich Dwight, Michonne und Rosita. Dwight rät, unbedingt zu warten, bis die Saviors abgezogen sind. Carl gibt Rick seinen Pack Briefe und richtet letzte Worte an Judith, der er seinen von Rick erhaltenen Hut gibt. Daryl sagt, dass die Leute hier Carl ihr Leben zu verdanken haben. Carl wird von Rick und Michonne inmitten der brennenden Gebäude in die Kirche gebracht. Dort bereut er, den jungen Bewohner von Woodbury, der sich ihm damals ergeben hat, getötet zu haben (Staffel 3, Episode 16) und spricht darüber, wie Rick damals die Woodbury-Leute integriert hat, was für ihn eine Vision für die jetzige Zukunft ist. Rick verspricht, dies wahr zu machen. Carl erschießt sich selbst und wird von Rick und Michonne begraben. Die Folge endet mit einer Zukunftsvision Ricks, in welcher Negan im Gemüsegarten in völliger Harmonie Judith einen guten Morgen wünscht. |           |                               |                               |                      |                                       |                       | |                 |                  |
| 109 | 10        | Botschaften                   | The Lost and the Plunderers   | 4. März 2018         | 5. März 2018                          | David Boyd            | Angela Kang & Channing Powell & Corey Reed                                                               | 6,82 Mio.       | –                |
| Michonne und Rick befinden sich noch in Alexandria, wo viele Beißer herumstreunen. Die beiden versuchen, einen brennenden Pavillon, auf dessen Dach Carl immer gesessen hatte, zu löschen. Dann fahren sie zum Schrottplatz der Müllleute, da sie diese, wie Rick meint, nach wie vor bräuchten und weil diese mit ihm am Sanctuary waren, was sie zur Zielscheibe der Saviors machen würde. Beim Betreten des Schrottplatzes lösen sie eine Falle aus: der Eingang wird verschüttet. Beißer kommen auf sie zu. Es zeigt sich, dass diese Szene in der nahen Zukunft stattfindet. Im Sanctuary berät Negan mit Simon die Situation: Hilltop wird überwacht, in Alexandria gab es anscheinend einen Fluchtplan, Carl habe ihn ausgetrickst, Gavin werde sich bald melden. Die vertragsbrüchigen Müllleute sollen von Simon wieder an den Deal erinnert werden, mit der „üblichen Botschaft“, einen ihrer Leute umzubringen. Simon fordert dagegen, alle umzubringen und andere Gemeinden zu finden und zu retten. Negan genügt es, nur Rick umzubringen. Während der Diskussion wird eine „Lieferung aus Hilltop“ gebracht: der Sarg mit dem toten Savior, darauf die Botschaft: „Wir haben noch 38 weitere. Bleibt weg!“. Negan tötet den Beißer mit einer Nagelmaschine und brüllt Simon, der andere Vorschläge hat, an, seine Aufgabe zu erledigen und nicht zu widersprechen. Cyndie, nach dem Tod ihrer Großmutter die neue Anführerin der Frauengemeinschaft, entscheidet, Aaron und Enid nicht wie ursprünglich geplant zu töten; aber sie sollten nie wiederkommen. Dennoch bleibt Aaron in der Nähe. Enid soll nach Hilltop zurückfahren, auch, um Maggie davon abzuhalten, hierher zu kommen. Simon kommt mit seinen Leuten zum Schrottplatz und fordert von Jadis eine Entschuldigung für ihr Paktieren mit Rick trotz des Deals mit den Saviors. Er lässt den Müllleuten mit Jadis Zustimmung Waffen und Munition abnehmen, die die Saviors nun bräuchten. Weil Jadis nach seiner Meinung nicht Reue zeigt, erschießt Simon ihre beiden Unterführer. Jadis schlägt ihn zu Boden, Simon gibt nun den Befehl zu einem „Feuerwerk“. Nur Jadis überlebt. Zurück im Sanctuary verschweigt Simon das Massaker und gibt an, nur die „Standardbotschaft“ übermittelt zu haben. Rick und Michonne kämpfen auf dem Schrottplatz mit den zu Beißern gewordenen Müllleuten. Die beiden fliehen auf einen Schrottberg, auf dem Jadis sitzt. Nach einem kurzen Gespräch kämpfen sich Rick und Michonne zum Eingang zurück. Rick schießt in die Luft, um Jadis abzuhalten, ihnen zu folgen. Im Anschluss lockt Jadis unter Tränen ihre mutierte Gemeinschaft in eine Schrottpresse, in der sie zu Brei wird. Rick liest auf der Fahrt die Briefe von Carl, auch den an Negan, in dem Carl um Frieden bittet. Rick ruft Negan per Funkgerät und erzählt ihm vom Tod seines Sohnes und dessen Brief an ihn. Rick meint, ein Friede wäre jetzt umsonst und er wolle Negan töten. Negan erkundigt sich, wie Carl ums Leben gekommen ist, und sagt, dass ihm dies leid tue. Rick habe dies selbst herbeigeführt: Er, Negan, bewahre Menschen vor dem Tod, dies hätte Rick zulassen müssen. Rick sei als Anführer und Vater gescheitert – er solle aufgeben. |           |                               |                               |                      |                                       |                       | |                 |                  |
| 110 | 11        | Flucht nach Hilltop           | Dead or Alive Or              | 11. März 2018        | 12. März 2018                         | Michael E. Satrazemis | Eddie Guzelian                                                                                           | 6,60 Mio.       | –                |
| Die Flucht von Dr. Carson und Gabriel wird entdeckt und an Patrouillen der Saviours gemeldet. Gabriel kann durch seine Infektion kaum noch sehen. Sie verirren sich und erreichen zu Fuß ein Haus. Gabriel hält dies jedoch für göttliche Fügung. Dort finden sie Antibiotika und ein Auto, was Gabriel in seinem Glauben bestärkt, Gott lenke ihre Flucht. Als sie losfahren wollen, werden sie von einer Patrouille entdeckt und Dr. Carson erschossen. Die Bewohner von Alexandria, durch den Wald geführt von Daryl, sind auf dem Weg zu Hilltop. Dwight empfiehlt, durch den Sumpf zu gehen, weil die Saviors diesen meiden. Daryl und Rosita kundschaften diesen Weg aus und bereinigen ihn von Beißern, während Tara Dwight mit auf Beißerjagd nimmt. Als sie ihn erschießen will, fragt Dwight, was das ändern würde. Tara meint, sie würde sich viel besser fühlen. Dwight entkommt, wird jedoch aufgrund seiner Verletzung schnell von Tara gestellt. Als Tara erneut die Pistole anlegt, hören sie Saviors vorbeikommen. Dwight springt aus der Deckung und gibt an, bei einem Hinterhalt als einziger überlebt zu haben und fragt nach Laura, die von seinem Überlaufen weiß. Sie ist aber bisher nicht wieder aufgetaucht ist. Somit ist seine Rückkehr zu den Saviors unproblematisch. Daryl kann die Gruppe ohne Verluste nach Hilltop führen. Im Sanctuary erhält Eugene den Auftrag, Munition herzustellen. Die Flucht durch die Beißergasse hat erhebliche Mengen Kugeln gekostet. Negan bringt Gabriel als Arbeitssklaven in Eugenes Werkstatt. Weil die Herstellung befriedigender Munitionmengen noch einige Tage dauert, schlägt Eugene Negan vor, Beißerteile nach Hilltop hinein zu katapultieren (, so wie im Mittelalter Pestleichen über belagerte Stadtmauern katapultiert wurden). Da Beißerteile allein nicht infizieren, entwickelt Negan die Idee, Nahkampfwaffen und Pfeile in Beißerkörperflüssigkeit zu tauchen und führt bei der Abfahrt einen Eimer Beißerblut für Lucille mit. In Hilltop gehen durch die Belagerung die Vorräte aus und müssen rationiert werden. Maggie beschließt zunächst, den gefangenen Saviors nichts mehr zu essen zu geben, revidiert dies jedoch wieder und erlaubt ihnen eine viertel Ration und auf deren Wunsch bewachten Ausgang. |           |                               |                               |                      |                                       |                       | |                 |                  |
| 111 | 12        | Der Schlüssel zur Zukunft     | The Key                       | 18. März 2018        | 19. März 2018                         | Greg Nicotero         | Corey Reed & Channing Powell                                                                             | 6,66 Mio.       | –                |
| Rick und Michonne sind wieder in Hilltop. Rick dankt Daryl, die Alexandriner hergeführt zu haben und übernimmt einen Kundschafterposten zur Meldung von Saviors. Als die Saviors tatsächlich kommen, hupt er nicht, um die Signalkette auszulösen, sondern fährt ihnen entgegen, rammt und verfolgt innerhalb einer Ortschaft Negans Fahrzeug, in dem dieser alleine sitzt. Negans Auto überschlägt sich. Überhastet schießend, ohne ihn zu treffen, läuft Rick ihm in ein Gebäude hinterher und hat keine Kugel mehr, als er ihn stellt. Vor Ricks Axt stürzt Negan ab und schlägt im Dunklen Rick einen neuen Deal mit den drei Gemeinden mit nur noch 25 statt 50 Prozent Abgaben vor, aber Rick hält ihm das Massaker an den Müllleuten vor, von dem Negan somit erfährt. Rick spricht weiter und zündet schließlich Lucille an, was zur wütenden Attacke von Negan führt. Inmitten eines Kellers mit Beißern und der Beleuchtung durch Lucille kommt es zum Zweikampf, aus dem Negan durch ein Fenster flieht. Später erwacht er auf dem Beifahrersitz eines Wagens, den Jadis fährt, die ihm eine Pistole an den Kopf hält. Maggie entdeckt Kisten mit einer Nachricht: „Füllt die Kisten mit Essen oder Schallplatten und ich gebe Euch mit Freuden den Schlüssel zu Eurer Zukunft.“ sowie Koordinaten eines Treffpunkts. Sie rätselt mit Rosita, Michonne, und Enid, ob dies eine Falle oder eine Hilfe darstellt. Die Vier nehmen die Verantwortlichen, nämlich eine Frau namens Georgie und ihre zwei Begleiterinnen am Treffpunkt fest und bringen sie nach Hilltop. Die Drei hatten schon lange mehr keine Gemeinschaft wie die von Hilltop gefunden, denen sie „Wissen gegen Kisten“ anbieten konnten. Maggie gibt Georgie eine Kiste voller Schallplatten und erhält von ihr im Gegenzug viel der dringend benötigten Nahrung und ein von ihr zusammengestelltes Buch mit Bauanleitungen von Mühlen, Silos und Aquädukten des Mittelalters und anderem. Die Gruppen trennen sich in Freundschaft und Georgie kündigt an, wiederkommen und „Großes vorfinden“ zu wollen. Auf der Fahrt der Saviors nach Hilltop sind Simon und Dwight in einem Wagen. Simon zweifelt Dwight gegenüber die Entscheidungen Negans an: die drei Anführer des Aufstands lassen sich nicht einschüchtern. Nachdem Negan gerammt wird, macht sich Simon mit Dwight auf dessen Suche, den übrigen Saviors befiehlt er zu warten. Simon erzählt Dwight von seiner Idee, hier abzuschließen und neue Gemeinden für die Tribute zu suchen. Sie finden Negans Wagen. Simon spricht zu Dwight, Negan nicht weiterzusuchen, sondern zurückzukehren und vieles besser zu machen. Als Antwort zündet Dwight Negans Wagen an. Simon spricht vor den wartenden Saviors, dass Negan Hilltop den „Zorn Gottes“ (die Infektion mit Beißerflüssigkeit) zur Einhaltung der Regeln bringen wollte, aber nun bleibe ihnen nur noch das „Auslöschen dieser Brut“. |           |                               |                               |                      |                                       |                       | |                 |                  |
| 112 | 13        | Der Weg der Toten             | Do Not Send Us Astray         | 25. März 2018        | 26. März 2018                         | Jeffrey J. January    | Angela Kang & Matthew Negrete                                                                            | 6,77 Mio.       | –                |
| Die Signalkette vor Hilltop wird ausgelöst. Der Konvoi der Saviors rückt an. Über Funk spricht Simon mit Maggie, die droht, bei einem Angriff alle gefangenen Saviors umzubringen. Simon ist dies ebenso gleichgültig wie die Mahnung von Dwight, dass dies nicht der Weg von Negan sei, der immer noch am Leben sein könnte. Aufgrund ihres Patronenmangels schießen die Angreifer mit Pfeilen, mit denen sie wie mit Nahkampfwaffen Verteidiger infizieren, obwohl diese durch ihre überlegene Feuerkraft den nächtlichen Angriff zurückschlagen. Tara wird von einem unvergifteten Pfeil Dwights getroffen, der damit verhindert, dass Simon sie mit einer Wurfwaffe infiziert. Carol spricht sich mit dem verwundeten Tobin über die Gründe ihres Verschwindens aus Alexandria (Staffel 6, Episode 15) aus. In der nächsten Nacht verwandelt sich Tobin in einen Beißer und greift andere Bewohner an, die daraufhin ebenfalls mutieren wie weitere Verwundete. Die Beißer werden von Rick, Daryl und Michonne getötet, Carol erlöst Tobin. In der gleichen Nacht sucht Henry mit einer Maschinenpistole den Verhau der Gefangenen auf. Er will, dass sich der Mörder seines Bruders zu erkennen gibt. Als ein infizierter Gefangener mutiert und angreift, fliehen die Saviors im Tumult bis auf wenige, die sich von Simon verraten fühlen. Den Bewohnern Hilltops wird klar, dass die Angreifer vergiftete Waffen verwendet hatten. Das Verschwinden von Henry wird bemerkt. |           |                               |                               |                      |                                       |                       | |                 |                  |
| 113 | 14        | Ich sterbe nicht              | Still Gotta Mean Something    | 1. Apr. 2018         | 2. Apr. 2018                          | Michael E. Satrazemis | Eddie Guzelian                                                                                           | 6,30 Mio.       | –                |
| Carol und Morgan suchen Henry, Rick die geflohenen Saviors. Morgan halluziniert Personen, nach Gavin jetzt Henry. Morgan verlässt Carol, die ihn nur im Auge behalten wollte, nachdem sie auf eine Beißerherde gestoßen waren und schließt sich Rick an. Als sie auf zwei abgetrennte Gliedmaßen von gebissenen Saviors stoßen, werden sie von der Gruppe überwältigt und liegen gefesselt in einer Bar. Rick bietet an, die Amputierten in Hilltop zu versorgen und die anderen aufzunehmen. Ein Teil der Saviors ist dafür, jedoch der Mörder von Henrys Bruder dagegen. Rick und Morgan warnen die Saviors vor der bald eintreffenden Beißerherde. Als diese ins Gebäude eindringt und sich zuerst auf die Amputierten stürzt, fordert Rick die Saviors auf, sie loszuschneiden, weil sie es alleine gegen die Beißer nicht schaffen würden. Benjamins Mörder will Rick und Morgan umbringen, doch sie werden rechtzeitig von einem Savior befreit. Als die Beißergefahr gebannt ist, bringen Rick und Morgan wider Ricks Angebot die übrigen Saviors um. Einem Sterbenden, der deshalb fragt, sagt Rick, er habe gelogen. Ein Rückblick zeigt, wie es Jadis gelungen war, das Massaker an den Müllleuten zu überleben: Sie hatte sich in eine Blutlache gelegt und tot gestellt. Nun hat Jadis Negan in ihrer Gewalt und packt einen Koffer. Negan erklärt, dass er von dem Massaker an ihren Leuten nichts wusste und es niemals seine Absicht gewesen wäre, es ihm leid tue. Er kann sich trotz Fesseln einer Pistole, eines Bengalos und von Jadis gemachter Bilder bemächtigen. Jadis stürzt sich auf Negan, um ihm den Bengalo zu entreißen, doch der erlischt in einer Pfütze. Ein Helikopter, mit dem sie anscheinend abzureisen plante, dreht ohne ein Leuchtsignal zu erkennen wieder ab. Jadis weint, lässt Negan schließlich frei. Er bietet ihr an, ihn für einen neuen Weg zu begleiten. Auf der Fahrt zurück ins Sanctuary lässt Negan jemanden einsteigen. Er verspricht dem Savior am Tor einige Überraschungen. Tara gibt Daryl gegenüber an, ihre Meinung über Dwight geändert zu haben, dessen nicht vergifteter Pfeil sie traf. Hilltops Vorräte an Munition sind geschwächt, während das Sanctuary dank Eugene welche herzustellen vermag. Daryl und Rosita verstecken sich dort in Sichtweite und beobachten, wie Patronenhülsen herangeschafft werden. Rosita spricht davon, Eugene auszuschalten. Carol findet Henry lebend im Wald. Rick und Morgan kehren ebenso zurück. Michonne ermutigt Rick, endlich Carls Brief an ihn zu lesen. |           |                               |                               |                      |                                       |                       | |                 |                  |
| 114 | 15        | Die rechte Hand               | Worth                         | 8. Apr. 2018         | 9. Apr. 2018                          | Michael Slovis        | David Leslie Johnson & Corey Reed                                                                        | 6,67 Mio.       | –                |
| Rick liest Carls Brief. Am Schluss legt dieser Rick inständig nahe, einen Weg zu finden, mit Negan Frieden zu schließen, um eine sichere Zukunft aller zu ermöglichen. Gregory ist zum Sanctuary zurückgekehrt. Dort verhandelt er mit dem derzeit die Saviors befehligenden Simon um eine gute Position. Simon weist ihn an, Kaffee zu machen, wollte ihn aber eigentlich töten. Aaron wartet immer noch im Wald vor Oceanside darauf, dass sich die Bewohner dem Kampf gegen die Saviors anschließen. Er ist durch Durst völlig entkräftet. Cyndia, die mit weiteren Frauen vorbeikommt, lässt ihn jedoch liegen und gibt ihm kein Wasser. Als es endlich stark regnet, wird er von Beißern angegriffen und kann sich nur knapp erwehren. Eine größere Gruppe Bewohner von Oceanside mit Cyndia kommt wieder zu ihm und Aaron versucht erneut, sie zu überzeugen. Eugene erklärt seinen Mitarbeitern in der Munitionsmanufaktur, dass Simon eine erhebliche Steigerung der Produktion fordert, der sie kaum genügen können. Er entdeckt, dass Gabriel die Kugelproduktion sabotiert und fehlerhafte Patronen abliefert und suspendiert ihn von der Herstellung. Als er draußen Patronen testen will, wird er von Daryl und Rosita entführt. Rosita kündigt an, ihn in einen Kerker zu sperren und nur herauszuholen, wenn sie sein Gehirn nutzen wollen. Der erboste Eugene entflieht bei nächster Gelegenheit trickreich und kehrt in die Munitionsfabrik zurück, wo er entschlossen die Produktion forciert. Negan hat wieder das Kommando bei den Saviors übernommen. Bei einer Besprechung mit seinen Führungskräften verzeiht er scheinbar Simon und zeigt einen Belagerungsplan von Hilltop auf einer Karte. Er selbst werde an einem der markierten Verstecke zugegen sein. Diesen Plan zeichnet Dwight ab und versieht ihn mit der Aufforderung Negan an der von ihm gewählten Stelle zu töten. Simon sucht Dwight in dessen Zimmer auf und gewinnt ihn anscheinend für eine Verschwörung gegen Negan. Als die Verschwörer sich im Hof treffen, hat sich Negan – offenbar nach einem Hinweis von Dwight – hinter einem Müllcontainer versteckt und kann alles mitanhören. Fast alle Verschwörer werden von Negans Getreuen hinterrücks erschossen. Simon erhält von Negan die Chance, ihn in einem Zweikampf zu besiegen und Chef zu werden. Das Duell gewinnt Negan, der Simon erwürgt. Als Beißer sieht man ihn später angekettet am Außengitter stehen. Währenddessen fordert Dwight Gregory, der mit im Hof war, auf, zu verschwinden und übergibt ihm einen Autoschlüssel und die Kopie des Belagerungsplans für Rick. Gregory übergibt sie in Hilltop, wo er sofort wieder eingesperrt wird. Nach dem Zweikampf bietet Negan Dwight zum Schein den nun vakanten Posten als rechte Hand an, begleitet ihn dabei zu dessen Zimmer, wo Laura auf ihn wartet. Sie war von Negan auf der Rückfahrt von Jadis mitgenommen worden und hatte ihn über Dwights doppeltes Spiel informiert. Negan enthüllt Dwight, dass der Belagerungsplan nicht echt sei und einen Hinterhalt für Rick darstelle. Michonne liest Negan über ein Funkgerät den Brief Carls an ihn vor: Carl hofft in seinem Vermächtnis, dass Rick Negan die Hand zum Frieden reicht und dass dieser einschlägt. Negan antwortet, ein Neuanfang ist erst mit dem Tod von Rick und aller Bewohner Hilltops möglich und zertritt das Funkgerät. |           |                               |                               |                      |                                       |                       | |                 |                  |
| 115 | 16        | Zorn                          | Wrath                         | 15. Apr. 2018        | 16. Apr. 2018                         | Greg Nicotero         | Scott Gimple & Angela Kang & Matthew Negrete                                                             | 7,92 Mio.       | –                |
| Die Bewohner Hilltops machen sich bereit für den Angriff auf Negan, der sich gemäß der Karte von Dwight in der Nähe aufhalten soll, obschon sie auch die Möglichkeit in Betracht ziehen, getäuscht zu werden. Doch eine zusätzliche Finte Negans verwischt die Zweifel: Dieser schickt an die bezeichnete Stelle einige Saviors, die erwartungsgemäß von Rick und seiner Truppe erschossen werden. Einem der Toten hatte Negan eine weitere Karte zugesteckt, die eine neue Position von ihm angibt. Rick hält die Information für wahr und zieht mit seinen Leuten in die Falle der Saviors. Im Sanctuary meldet Eugene die Fertigstellung des Munitionsauftrages an Negan und übergibt eine Testwaffe mit scheinbar dieser Munition, mit der Negan erfolgreich auf eine Strohpuppe mit Ricks Namen feuert. Auf Eugenes Anraten wird der Hinterhalt so geplant, dass eine geschlossene Reihe aller Saviors gleichzeitig auf Ricks Leute feuern soll. Die Gefangenen Gabriel und Dwight müssen mitkommen. Hilltop wird zur gleichen Zeit von einer Gruppe Saviors angegriffen; die Bewohner flüchten zuvor durch den geheimen Tunnel in den Wald. Tara will mit Alden und anderen ehemals gefangenen Saviors die Angreifer an ihrer Verfolgung hindern, doch werden sie Zeugen, wie diese von den Frauen von Oceanside und Aaron durch Molotowcocktails besiegt werden. Als Ricks Gruppe an ein Feld kommt, ertönt von nicht ortbaren Lautsprechern Negans Stimme, die ihnen ankündigt, umstellt zu sein, obwohl niemand zu sehen ist. Plötzlich taucht um Rick herum eine lange Linie von Saviors mit Gewehren im Anschlag auf. Die Saviors schießen gleichzeitig auf die Gruppe, jedoch detonieren alle Waffen in ihren Händen: Die von Eugene produzierte Munition ist offenbar manipuliert. Sofort stürmen die Hilltop-Kämpfer auf die Saviors los; Eugene als Urheber dieser Wendung zuungunsten der Saviors wird von Regina angegriffen, diese aber noch rechtzeitig von Rosita erschossen. Die Saviors können nun von Ricks Gruppe überwältigt werden, wobei sich viele um Laura kampflos ergeben. Rick verfolgt den durch seine explodierte Pistole an der Hand verletzten Negan und kann ihn unter einem Baum stellen, unter dem er einst eine Zukunftsvision hatte. Er streckt Negan mit einer Glasscherbe nieder, indem er ihm den Hals aufschlitzt, was aber nicht tödlich ist und schickt unmittelbar darauf – gegen Maggies Widerspruch – Siddiq zum Verarzten zu ihm. Rick hält eine flammende Rede vor den gefangenen Saviors, dass sie alle zusammen halten müssten, um eine gemeinsame Zukunft zu haben, dass die eigentliche Gefahr die Beißer seien. Man sieht eine riesige Herde in der Ferne ziehen. Im Sanctuary haben sich Frauen von der Küste integriert, bauen mit den Saviors Gemüse an und treiben Handel mit Hilltop. Morgan, der zunehmend halluziniert und Tote gesehen hatte, gibt die Rüstung, die er die ganze Zeit getragen hat, an Henry ab. Er scheint von seiner vorigen Gewaltüberzeugung wieder abgerückt und durch die Gespräche mit Jesus geläutert zu sein. Anschließend sucht er Jadis auf dem Schrottplatz auf und sagt ihr, dass sie in Ricks Gemeinschaft kommen kann, was sie daraufhin tatsächlich plant. Morgan hingegen will nicht mehr zurück, sondern alleine bleiben. Daryl fährt mit Dwight in den Wald. Dwight befürchtet, von Daryl erschossen zu werden und beteuert, dass ihm alles leid täte. Daryl gibt ihm jedoch die Autoschlüssel und schickt ihn fort, Sherry zu suchen – er würde ihn töten, wenn er zurückkäme. Dwight fährt sodann zum alten Treffpunkt und findet dort eine Nachricht an ihn, auf der Honeymoon steht, worauf er lächelt. Maggie berät sich mit Daryl und Jesus. Sie heißt nun nachträglich Jesus Entscheidung gut, die in der Satellitenstation gefangenen Saviors am Leben zu lassen, nicht aber die von Rick bezüglich Negan. Sie und Daryl planen, etwas zu tun, wenn die Zeit gekommen sei. Negan liegt mit Handschellen auf ein Krankenbett gefesselt, wo ihm Rick erklärt, dass sie ihn nicht umbringen, sondern für den Rest seines Lebens einsperren werden. Dies sei ein Beitrag für die neue Gesellschaft. Gabriel bedankt sich in der ausgebrannten Kirche bei Gott; er habe ihm so viel gegeben. Die Folge und damit die Staffel schließt mit einem fiktiven Brief Ricks an Carl: Carl habe ihm die neue Welt gezeigt und sie wahr gemacht. |           |                               |                               |                      |                                       |                       | |                 |                  |

## Produktion
Am 17. Oktober 2016 verlängerte AMC die Serie um eine achte Staffel.
Am 17. April 2017 wurde bekannt, dass Katelyn Nacon, Steven Ogg und Pollyanna McIntosh in der achten Staffel als neue Hauptdarsteller verpflichtet wurden, die bislang eine Nebenrolle hatten. Des Weiteren wurde nun auch Khary Payton vollständig als Hauptdarsteller verpflichtet. In Staffel 7 wurde er lediglich in den Episoden als Hauptdarsteller aufgeführt, in denen er einen Auftritt hatte.
Die Dreharbeiten begannen am 25. April 2017. Während dieser kam es am 12. Juli 2017 zu einem Unfall, bei welchem der Stuntman John Bernecker beim Training einer Kampfszene von einem rund sieben Meter hohen Balkon stürzte. Er zog sich schwere Kopfverletzungen zu und wurde in das Atlanta Medical Center eingeliefert. Dort erlag er am Abend des 13. Juli Ortszeit seinen Verletzungen. Die Produktion der Serie wurde bis zum 17. Juli unterbrochen.